# Lord-Howe-Inseldrossel
Die Lord-Howe-Inseldrossel (Turdus poliocephalus vinitinctus), von den Insulanern als Ouzel oder Doctor Bird bezeichnet, ist eine ausgestorbene Unterart der Südseedrossel (Turdus poliocephalus), die endemisch auf der Lord-Howe-Insel war.
Sie erreichte eine Länge von 22,9 Zentimetern. Der Kopf war olivbraun, die Oberseite war kastanienbraun, Flügel und Schwanz waren dunkelbraun, Kehle und Kinn waren blassbraun mit einem olivfarbenen Anflug. Die Unterseite war kastanienbraun mit einer lavendelfarbenen Tönung.
1906 war sie noch relativ häufig, aber ab 1913 begann ihre Population abzunehmen. Eingeführte Ziegen zerstörten ihren Lebensraum und Hunde, Katzen sowie verwilderte Schweine stellten ihr nach. Ausschlaggebend für ihr Aussterben war höchstwahrscheinlich der Schiffbruch der SS Makambo im Juni 1918. Nach der Strandung der SS Makambo gelangten Ratten auf die Lord-Howe-Insel und innerhalb von sechs Jahren vermehrten sich die Ratten so stark, dass mehrere Landvogelarten, darunter die Lord-Howe-Inseldrossel, ausgerottet wurden.
Museumsexemplare gibt es in Leiden (Niederlande), Tring (Vereinigtes Königreich), Berlin, New York, Washington und Sydney.